# Juan Carlos Zabala
Juan Carlos Zabala (Rosario, 11 de octubre de 1911 – San Isidro, 24 de enero de 1983) fue un atleta argentino, campeón olímpico de maratón en los Juegos Olímpicos de Los Ángeles 1932, también practicó fútbol, básquetbol y natación.

## Biografía
Juan Carlos quedó huérfano de muy pequeño, criándose en el Reformatorio de la localidad de Marcos Paz, provincia de Buenos Aires. Allí aprendió a correr largas distancias, entrenado por Alejandro Stirling. En 1939 se filmó una película sobre este momento de su vida, Y mañana serán hombres, dirigida por Carlos Borcosque.

## Carrera deportiva
Zabala corrió su primera maratón en 1931. Su mejor presentación la realizó en los Juegos Olímpicos de Los Ángeles 1932 en la jornada del 7 de agosto de 1932 disputando la maratón. A 4 km del final, se escapó para terminar en solitario aventajando en 20 segundos a Samuel Ferris de Gran Bretaña, consiguiendo la medalla de oro con un tiempo de 2 horas 31 minutos y 36 segundos.

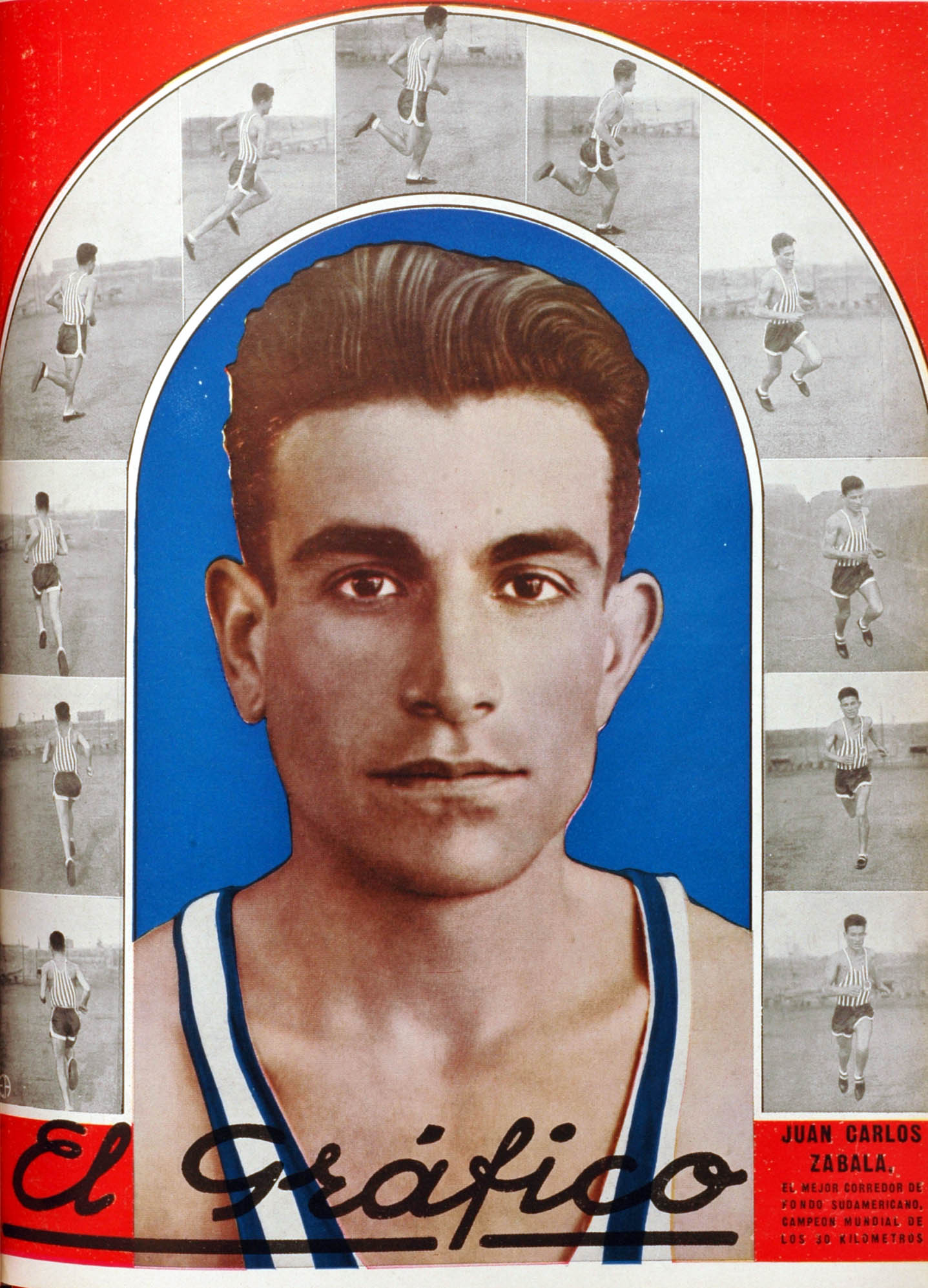
Zabala en El Gráfico, 1932

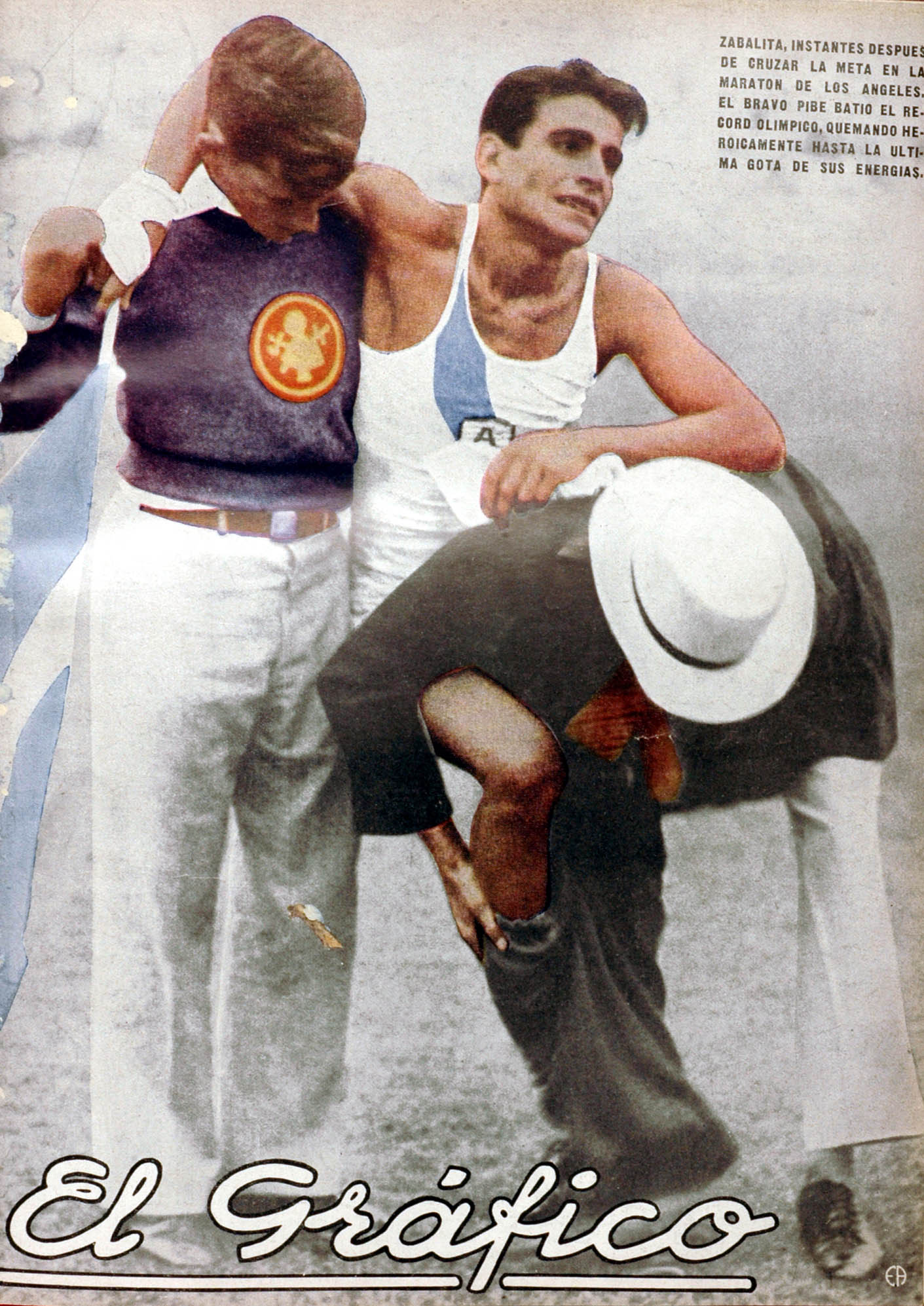
J.C. Zabala (oro olímpico) en 1932.

Posteriormente participó de los Juegos Olímpicos de Berlín 1936 donde obtuvo el 6º puesto en 10 000 m luego de abandonar la competición y no poder defender su título de campeón olímpico y fue el abanderado de la delegación nacional en la ceremonia de inauguración de estos juegos.

## Otras actuaciones
- Montevideo, Uruguay: 8:44,2 en 3.000 m llanos, el 8 de mayo de 1931.
- Buenos Aires, Argentina: 14:55,8 en 5.000 m, el 30 de abril de 1932.
- Stuttgart, Alemania: 30:56,2 en 10 000 m, el 21 de mayo de 1936.

Sobre una distancia de 10 km, estuvo siempre entre los diez mejores del ranking mundial. En 1931, fue 4º con 31:19.0, que encabezaban los finlandeses Paavo Nurmi y Volmari Iso-Hollo y el argentino José Rivas. En 1933, fue 10º, con 31:38.2. En 1936, 6º, con 30:56.2

## Premios y honores
- 1980: Premio Konex de Platino (Deportes-Atletismo)
- 1980: Diploma al Mérito -Atletismo-

Desde 2018, una calle en la Villa Olímpica de la Juventud en Buenos Aires lleva su nombre.

## Fallecimiento

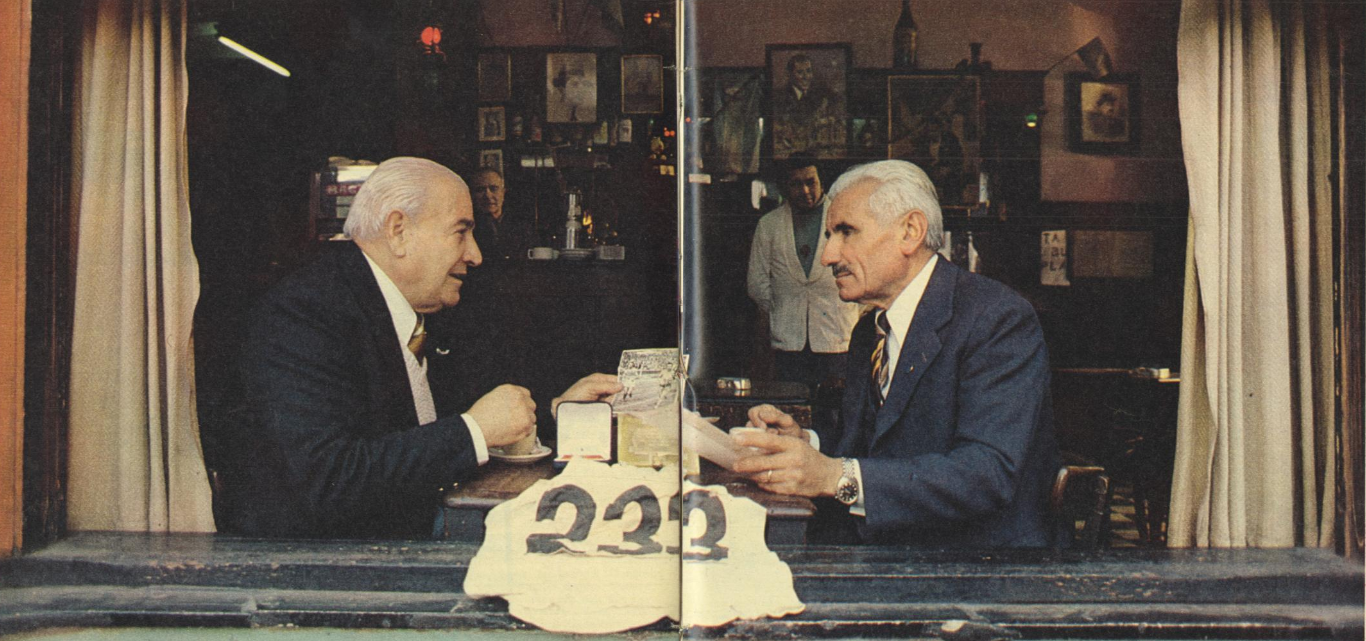
Juan Carlos Zabala y Delfo Cabrera reunidos en un café en 1980.

Juan Carlos falleció en San Isidro, provincia de Buenos Aires, el 24 de enero de 1983 a los 71 años.

## Filmografía
Intérprete
- Campeón a la fuerza (1950)